# Iveco MyWay
L'Iveco/ Irisbus MyWay è un autobus italiano prodotto dal 1999 al 2007.

## Progetto
Il MyWay, disegnato da Giugiaro, è stato realizzato per prendere il posto dell'Eurorider e del Turbocity-I nel segmento degli autobus interurbani di fascia bassa. Prodotto inizialmente con marchio Iveco (sul telaio 393.12), a partire dal 2001 è stato prodotto sotto il marchio Irisbus (sul telaio 399E.12, sostanzialmente identico al precedente). È stato realizzato nell'unica taglia da 12 metri.
Esteticamente è forte la parentela con il Cityclass, del quale riprende la forma del muso e i gruppi ottici.

## Iveco 393E.12.35 MyWay (1999-2001)
Fino al 2001 i MyWay sono stati equipaggiati con il motore Fiat AIFO 8460.41S da 9.500 cm³, e rispondente alla normativa Euro 2; sono realizzati sul telaio Iveco 393E.12.35 ed equipaggiati con cambio automatico ZF 5HP600 a 5 marce, oppure manuale ZF S6-1600 a 6 marce, con sospensioni pneumatiche.
Il mezzo, oltre che con il sistema di aria condizionata, può essere equipaggiato con sollevatore per carrozzine e relativa postazione; in questo caso si perdono alcuni posti rispetto alla versione priva di tale accessorio.
Le caratteristiche di questa versione sono:
- Lunghezza: 12,00 metri
- Alimentazione: Gasolio
- Allestimento: Interurbano
- Porte: 1 dietro e 1 davanti ad espulsione oppure 2 dietro e 1 davanti ad espulsione

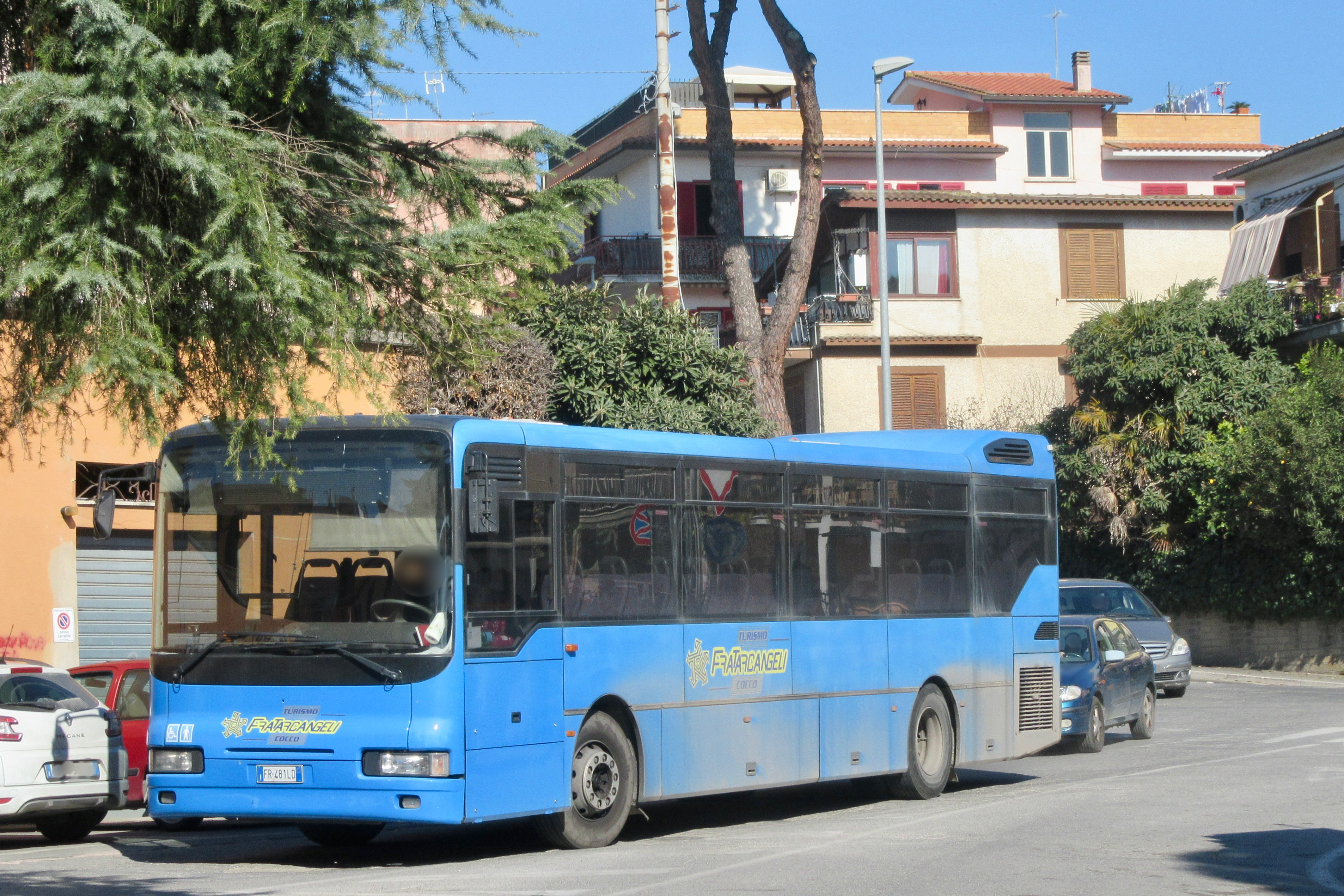
IVECO 393E.12.35 MyWay di Fratarcangeli a Capena

- Posti: 76 o 73

## Irisbus 399E.12.35 MyWay (2002-2007)
I MyWay realizzati a partire dal 2002 sono equipaggiati con il motore Cursor 8 da 7.790 cm³ (adottato anche su alcuni autocarri Iveco tra cui l'Eurostar e l'Eurocargo) della potenza di 310 o 352 cv, sono realizzati sul nuovo telaio Irisbus 399E.12.35, che tuttavia non presenta sostanziali differenze rispetto al vecchio 393E.12.35; l'altezza da terra del pavimento aumenta di pochi centimetri.
Anche qui la trasmissione può essere manuale o automatica, con cambio automatico ZF 5HP592 a 5 marce, oppure manuale ZF S6-1600 a 6 marce della precedente versione. Restano sempre disponibili il condizionatore e il sollevatore per carrozzine.
Le caratteristiche di questa versione sono: 
- Lunghezza: 12,00 metri
- Alimentazione: Gasolio
- Allestimento: Interurbano
- Porte: 1 dietro e 1 davanti ad espulsione oppure 2 dietro e 1 davanti ad espulsione

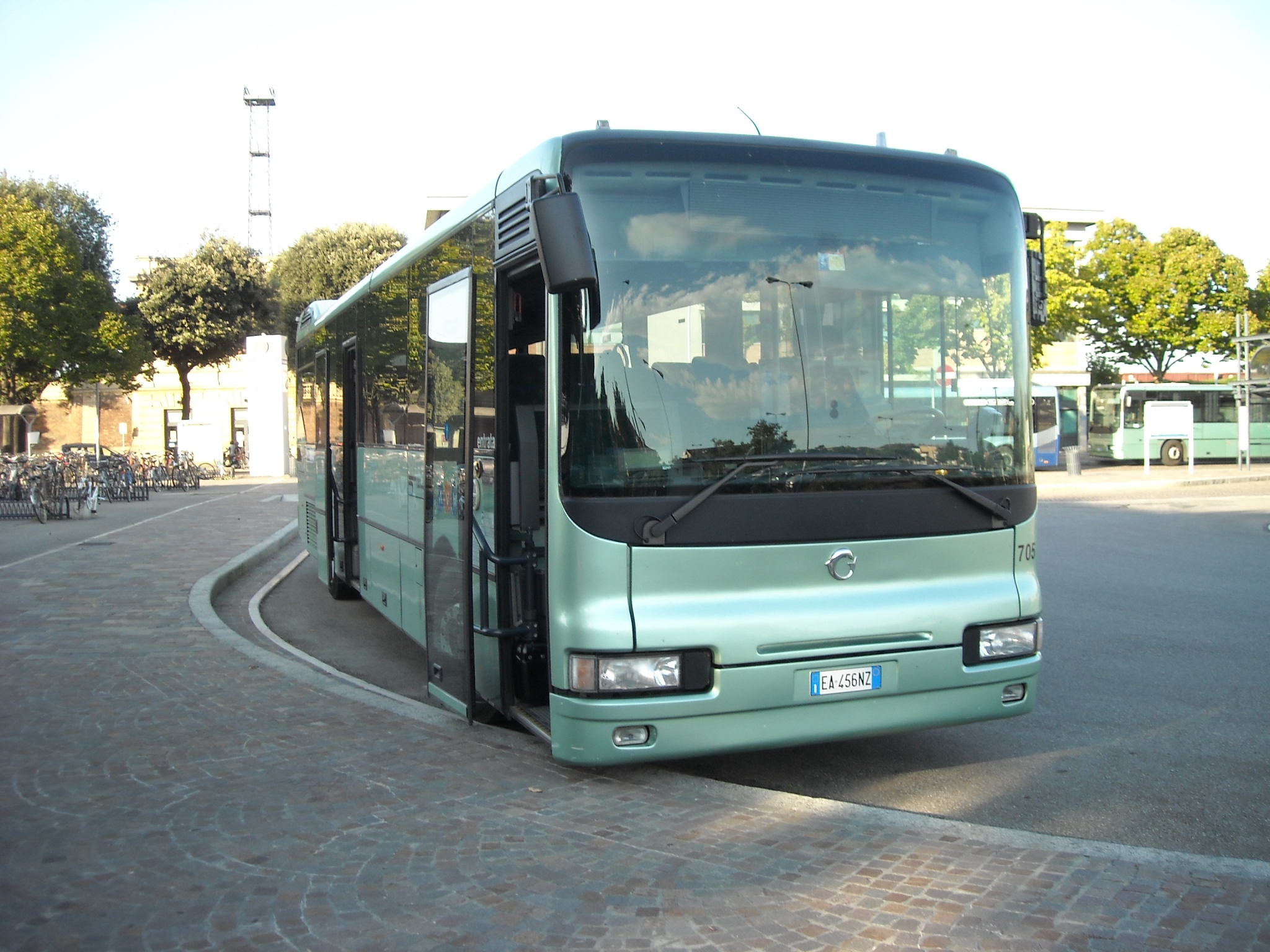
Irisbus MyWay 399E.12.35 di AVM Forlì (poi START)

- Posti: 76 o 73

## Diffusione
Il MyWay ha trovato diffusione in tutta Italia, venendo acquistato da molte aziende che svolgono servizi extraurbani. In particolare, la SITA ne acquistò un grande quantitativo. Le Ferrovie Appulo Lucane diversi esemplari (di colore blu ministeriale) idem per Ferrovie del Sud Est con oltre 60 esemplari tutti radiati nei primi mesi del 2019. TPER Bologna ne possiede svariati esemplari, provenienti sia da ATC sia da ACTF, oltre che dalle Ferrovie Emilia Romagna. Diversi esemplari furono acquistati dalla Ferrovia Circumetnea di Catania nei primi anni 2000 per espletare i servizi suburbani nell'area etnea. L'Autoservizi Irpini S.p.A. (in sigla A.IR.), ne possiede diversi esemplari, soprattutto della nuova serie. La Trentino Trasporti, la LINE e la STAR di Lodi possiedono alcuni sia marchiati Iveco sia Irisbus, mentre l'ATV di Verona ne possiede 31 esemplari, Busitalia - Sita Nord ne possiede in Umbria e alcuni a Firenze, Busitalia Sita Sud ne possiede ancora alcuni a Salerno, l'Arst, principale vettore di trasporto pubblico in Sardegna ne possiede ancora qualche decina in via di dismissione.
Anche Apam Mantova possiede diversi esemplari, utilizzati principalmente per corse interurbane.

## Sostituzione
Il 2007 è stato l'ultimo anno di produzione del MyWay, che è stato sostituito da due nuovi modelli Irisbus: l'Arway e il Crossway. Sebbene l'eredità di questo pullman sia stata raccolta dall'Arway (il cui nome è la somma dei nomi Ares e MyWay), è concettualmente più vicino al Crossway, trattandosi entrambi di interurbani di fascia bassa (mentre l'Arway, così come l'Ares in precedenza, si classifica come interurbano di fascia medio-alta).